# Атаманюк, Владимир Иванович
Владимир Иванович Атаманюк (род. 19 июля 1943, с. Пилипы, Деражнянский район, Каменец-Подольская область, Украинская ССР, СССР) — государственный и военный деятель Приднестровской Молдавской Республики. Депутат Верховного совета Приднестровской Молдавской Республики II созыва с 1995 по 2000. Начальник Главного штаба Вооружённых сил Приднестровской Молдавской Республики — Первый заместитель министра обороны Приднестровской Молдавской Республики с 10 июня 2006 по 17 января 2012. Генерал-лейтенант, один из организаторов Вооружённых сил Приднестровья.

## Биография
Родился 19 июля 1943 в селе Пилипы Деражнянского района Каменец-Подольской области Украинской ССР (ныне село в составе Деражнянской городской общины Хмельницкого района Хмельницкой области Украины).
В 1960 окончил среднюю школу в селе Супсех Анапского района Краснодарского края РСФСР.
С 1963 по 1965 проходил срочную службу в рядах Советской армии.
После увольнения в запас работал слесарем, помощником мастера на прядильно-ткацкой фабрике в Анапе. С 1968 по 1970 — слесарь, машинист дробильной установки, электрослесарь комбината ЖБИ в городе Макеевка.
С 1970 по 1991 проходил службу в Вооруженных Силах СССР на различных технических, командных и штабных должностях.

### Образование
Окончил Ярославское высшее зенитное ракетное училище ПВО.
В 1987 окончил Военную академию ПВО сухопутных войск имени маршала Советского Союза А. М. Василевского по специальности «офицер по управлению боевыми действиями».

### Карьера
Проходил службу на различных должностях и в различных воинских званиях — от рядового солдата (в СССР), до генерала и заместителя министра обороны (ПМР), а также в различных местах — от зарубежья, до Забайкалья.
Начиная с 1989 активно участвовал в работе общественных движений по противодействию развалу СССР, а также в работе по созданию, становлению, укреплению и вооружённой защите Приднестровской Молдавской Республики.
С 1991 по 1996 служил в Вооруженных силах Приднестровской Молдавской Республики на должностях начальника оперативного отдела бригады, начальника отдела военной политики и военно-научной работы — помощник министра обороны.
В числе первых пришёл в Республиканскую Гвардию Приднестровской Молдавской Республики, активно участвовал в её создании, организации оперативного планирования и боевой подготовки. С началом приднестровской войны активно участвовал в боевых действиях на Дубоссарском направлении, а с 19 июня 1992 — в городе Бендеры.
По окончании войны с 1993 по 1995 активно работал по реформированию Республиканской Гвардии и других силовых структур в Вооружённые силы Приднестровской Молдавской Республики. Автор концепции строительства и развития Вооружённых сил ПМР, проекта военной доктрины Приднестровской Молдавской Республики, ряда законодательных и иных нормативных правовых актов в военной области, общевоинских уставов Вооружённых сил ПМР, ряда наставлений, руководств, пособий.
С 1995 по 2000 — депутат Верховного совета Приднестровской Молдавской Республики II созыва (депутат Палаты Представителей) и первый заместитель Председателя Верховного совета Приднестровской Молдавской Республики II созыва.
В 2001 возвратился в Вооружённые силы, где провёл большую работу по разработке и совершенствованию нормативной базы по финансово-экономическому, хозяйственному, правовому, медицинскому и иному обеспечению деятельности Вооружённых сил, подготовке законодательных и иных нормативных правовых актов в военной сфере.
С марта 2004 по июнь 2006 — заместитель министра обороны — начальник отдела военной политики Министерства обороны Приднестровской Молдавской Республики
С 10 июня 2006 по 17 января 2012 — начальник Главного штаба Вооружённых сил Приднестровской Молдавской Республики — Первый заместитель министра обороны Приднестровской Молдавской Республики.

## Семья
Женат, двое детей.

## Награды
Награждён медалями СССР, России, Украины, Гагаузии, именным оружием, грамотами, благодарственными письмами и благодарностями Президента и Министра обороны ПМР.
- Медаль «Двадцать лет Победы в Великой Отечественной войне 1941—1945 гг.»
- Медаль «60 лет Вооружённых Сил СССР»
- Медаль «70 лет Вооружённых Сил СССР»
- Медаль «За безупречную службу» I, II, III степеней
- Медаль «Генерал армии Маргелов»

### награды ПМР
- Орден «За личное мужество» (24 августа 1995) — за личное мужество и храбрость, проявленные при защите Приднестровской Молдавской Республики, а также внёсших большой вклад в мирное время по созданию, укреплению и повышению боевой готовности Вооружённых сил Приднестровской Молдавской Республики[2]
- Орден «За службу Родине в Вооружённых Силах Приднестровской Молдавской Республики» III степени (23 февраля 1996) — за большой вклад в создание и строительстве Вооружённых сил Приднестровской Молдавской Республики, за умелое руководство подразделениями Республиканской гвардии, отвагу и самоотверженность, проявленные при отражении агрессии Молдовы в 1991—1992 гг.[3]
- Медаль «10 лет Приднестровской Молдавской Республике» (17 августа 2000) — за активное участие в становлении, защите и строительстве Приднестровской Молдавской Республики и в связи с 10-й годовщиной со дня образования[4]
- Медаль «За безупречную службу» III степени (20 февраля 2002) — за добросовестное выполнение служебных обязанностей и примерною воинскую дисциплину[5]
- Медаль «Участнику миротворческой операции в Приднестровье» (29 июля 2002) — за активное участие в мероприятиях по установлению и поддержанию мира, проявленные при этом мужество, настойчивость, инициативу и исполнительность, примерную воинскую дисциплину и в связи с 10-летием со дня начала Миротворческой операции в Приднестровье[6]
- Орден «За службу Родине в Вооружённых Силах Приднестровской Молдавской Республики» II степени (17 февраля 2003) —за личный вклад в укрепление и повышение боевой готовности Вооружённых сил Приднестровской Молдавской Республики, высокие показатели в служебной деятельности и в связи с Днём защитника Отечества[7]
- Орден Почёта (18 июля 2003) — за личный вклад в становление и развитие Приднестровской Молдавской Республики, активную общественную деятельность, высокие организаторские и профессиональные способности и в связи с 60-летием со дня рождения[8]
- Медаль «За безупречную службу» II степени (15 февраля 2007) — за большой вклад в дело укрепления и повышения боевой готовности Вооружённых сил Приднестровской Молдавской Республики, высокие показатели в служебной деятельности и в связи с Днём защитника Отечества[9]
- Орден «За службу Родине в Вооружённых Силах Приднестровской Молдавской Республики» I степени (30 июня 2008) —за личный вклад в укрепление и повышение боевой готовности Вооружённых сил Приднестровской Молдавской Республики, высокие организаторские и профессиональные способности и в связи с 65-летием со дня рождения[10]
- Медаль «Защитнику Приднестровья»
- Медаль «За боевые заслуги»
- Медаль «За безупречную службу» I степени[11]
- Медаль «15 лет Приднестровской Молдавской Республике»
- Медаль «10 лет Вооружённым силам Приднестровской Молдавской Республики»
- Медаль «20 лет Приднестровской Молдавской Республике»
- Грамота Президента Приднестровской Молдавской Республики

## Ссылка
- Краткая биографическая справка